# Andreï Kozlov
Pour les articles homonymes, voir Kozlov.
Andreï Andreïevitch Kozlov (en russe : Андрей Андреевич Козлов ; 6 janvier 1965 à Moscou - 14 septembre 2006 à Moscou) est le vice-président de la banque centrale russe de 1997 à 1999 et de 2002 à 2006. Il est assassiné avec son chauffeur le 14 septembre 2006.

## Biographie

### Carrière
Andreï Kozlov a commencé à la banque centrale soviétique à l'âge de 24 ans. Il en devient premier vice-président en 1997, à l'âge de 32 ans. 
Andreï Kozlov s'était attiré de nombreux ennemis en retirant leur licence à 79 banques accusées de blanchiment d'argent sale depuis 2005. 
En 2004, par exemple, il est intervenu à Sodbiznesbank, une petite banque russe accusée de blanchir de l'argent de rançon de prises d'otages.
Andreï Kozlov s'était attiré de nombreux ennemis en retirant leur licence à 79 banques accusées de blanchiment d'argent sale depuis 2005. 

### Vie privée
Kozlov parlait couramment l'anglais et l'allemand.